# Hõm chảo

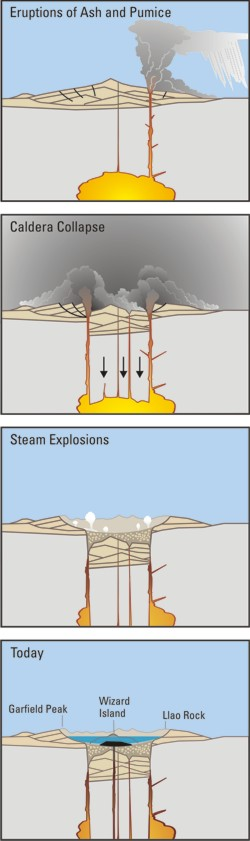
Mốc thời gian phun trào của núi Mazama, một ví dụ về sự hình thành hõm chảo (tiếng Anh)

Hõm chảo là vùng trũng giống hình một chiếc chảo lớn, tạo ra do sự phun trào của bể chứa magma. Sự hình thành hõm chảo là một sự kiện hiếm gặp, chỉ xảy ra vài lần mỗi thế kỷ. Chỉ có bảy vụ hình thành hõm chảo xảy ra từ 1911 đến 2016, gần đây nhất là ở núi lửa Kīlauea ở Hawaii vào năm 2018.
Một hõm chảo có thể trông giống như một miệng núi lửa ngoại trừ việc hõm chảo được tạo ra bằng cách nổ ra bên ngoài chứ không phải bằng cách sụt lún vào bên trong.

## Từ nguyên
Thuật ngữ tiếng Anh caldera (/kɔːlˈdɛrə, kæl-/ kawl-DERR-ə, kal-) xuất phát từ tiếng Tây Ban Nha caldera và tiếng Latinh caldaria, có nghĩa là "nồi nấu ăn". Trong một số văn bản tiếng Anh, thuật ngữ cauldron cũng được sử dụng, mặc dù trong các nghiên cứu gần đây, thuật ngữ cauldron dùng để chỉ một hõm chảo đã bị xói mòn sâu để lộ các luống dưới sàn hõm chảo. Thuật ngữ caldera đã được nhà địa chất học người Đức Leopold von Buch đưa vào từ vựng địa chất khi ông xuất bản hồi ký về chuyến thăm năm 1815 của mình đến quần đảo Canaria, nơi lần đầu tiên ông nhìn thấy hõm chảo Las Cañadas trên Tenerife, với núi Teide thống trị cảnh quan, và sau đó là Caldera de Taburiente trên La Palma.

## Sự hình thành của hõm chảo

Hình ảnh động của một thí nghiệm mô phỏng nguồn gốc của hõm chảo trong hộp chứa đầy bột mì

Hõm chảo hình thành dưới nước

## Sự khoáng hoá của hõm chảo
Một số hòm chảo được biết đến là nơi chứa các mỏ quặng phong phú. Các chất lỏng giàu kim loại có thể lưu thông qua hõm chảo, tạo thành các mỏ quặng thủy nhiệt của các kim loại như chì, bạc, vàng, thủy ngân, lithi và uranium. Một trong những hõm chảo khoáng hóa được bảo tồn tốt nhất trên thế giới là Hõm chảo Hồ Sturgeon ở Tây Bắc Ontario, Canada, được hình thành từ thời Đại Tân Thái Cổ khoảng 2,7 tỷ năm trước. Trong trường núi lửa San Juan ở Tây Nam Colorado, Hoa Kỳ, các mạch quặng được lấp vô bởi các vết đứt gãy liên quan đến một số hõm chảo, với sự khoáng hóa lớn nhất diễn ra gần các vết xâm nhập nhiều silic nhất và trẻ nhất gắn liền với mỗi hõm chảo.